# Le Triomphe de Tarzan
Pour les articles homonymes, voir Tarzan (homonymie).
Série
Les Aventures de Tarzan à New York Le Mystère de Tarzan
Pour plus de détails, voir Fiche technique et Distribution.

Le Triomphe de Tarzan (titre original : Tarzan Triumphs) est un film américain réalisé par Wilhelm Thiele, sorti en 1943. 

## Synopsis
Tarzan aide la princesse Zandra à lutter contre les Nazis, qui ont envahi la jungle dans l'intention de s'emparer de ses richesses minières. 

## Fiche technique
- Titre original : Tarzan Triumphs
- Réalisation : Wilhelm Thiele
- Scénario : Roy Chanslor et Carroll Young, d'après les personnages de Edgar Rice Burroughs
- Photographie : Harry J. Wild
- Montage : Hal C. Kern
- Musique : Paul Sawtell
- Producteur executif : Sol Lesser
- Production : Sol Lesser Productions
- Distribution : RKO Radio Pictures
- Pays d’origine :  États-Unis
- Format :  Noir et blanc
- Genre : Film d'aventure
- Durée version française : 74 min
- Dates de sortie :
  -  États-Unis : 20 janvier 1943 (première) / 19 février 1943 (sortie nationale)
  -  France : 7 mai 1947
- Affiche : Pierre Segogne (France)

## Distribution
- Johnny Weissmuller (V.F : Raymond Loyer) : Tarzan
- Johnny Sheffield (V.F : Bernard Gille) : Boy
- Frances Gifford (V.F : Renée Simonot) : Zandra
- Stanley Ridges (V.F : Richard Francoeur) : colonel Von Reichart
- Sven Hugo Borg (V.F : Gérard Ferat) : Heinz, pilote nazi
- Sig Ruman : Sergent
- Philip Van Zandt : capitaine Bausch
- Rex Williams : lieutenant Schmidt
- Pedro de Cordoba : Oman, le patriarche
- Stanley Brown : Achmet, frère de Zandra